# Осиповичи
Осиповичи (на беларуски: Асіповічы; на руски: Осиповичи) е град в Беларус, административен център на Осиповички район, Могильовска област. Населението на града е 31 129 души (по приблизителна оценка от 1 януари 2018 г.).

## История
Селището е основано през 1872 година.